# Кавлата
Кавлата — мальтійський традиційний овочевий суп. Назва страви походить від італ. слова cavolo з додаванням місцевого суфікса ata. Цю страву готують зазвичай із капусти та свинини і та споживають у зимові місяці.
Перша мальтійська газета називалася Il-kawlata maltija («Мальтійське попурі»). Під час Другої світової війни кавлата була основним продуктом харчування, який готували комунальні кухні харчування.